# Università delle Highlands e delle Isole
L'Università delle Highlands e delle Isole (in lingua inglese: University of the Highlands and Islands, in gaelico scozzese: Oilthigh na Gàidhealtachd agus nan Eilean, in latino: Universitas de Superiori et Insulae) è un'università pubblica di ricerca con ufficio esecutivo nella precedente sede del Royal Northern Infirmary a Inverness, in Scozia, nel Regno Unito.
Si articola in 12 college e centri di ricerca dislocati nelle regioni scozzesi delle Highlands e delle Isole, del Moray e del Perthshire. L'UHI propone percorsi di formazione professionale, corsi di laurea triennale e magistrale, nonché programmi di dottorato e ricerca, fruibili sia in presenza presso diverse sedi sul territorio, sia online. Conta 31.000 iscritti, tra cui 19.779 studenti di formazione professionale e 11.210 universitari.

## Storia
Fu fondata nel 1992 come UHI Millennium Institute e nel 2011 ottenne lo status di università.

## Organizzazione
Vi sono 9.984 studenti laureati e 31.533 di corsi di specializzazione post laurea (further education). Vi sono 70 sedi sparse per le Highlands e le isole scozzesi, Moray e Perthshire.